# Grindelia robusta
Grindelia robusta ist eine Pflanzenart aus der Gattung Grindelia in der Familie der Korbblütler (Asteraceae). Sie gedeiht in warm-trockenen Gebieten, insbesondere in Kalifornien. Grindelia robusta wird mit einigen anderen Grindelia-Arten als Kalifornische Grindelie bzw. Kalifornische Gummipflanze zusammengefasst. Es handelt sich um Heilpflanzen, die vor allem aufgrund ihres Harzes bekannt sind. Der Gattungsname ehrt den in Riga aufgewachsenen und tätig gewesenen Arzt, Apotheker und Botaniker David Hieronymus Grindel (1776–1836).

## Beschreibung
Grindelia robusta wächst als ausdauernde krautige Pflanze und wird bis zu 100 cm hoch. Die aufrechte, längsgefurchte Sprossachse ist fast kahl und mit kleinen Harzdrüsen besetzt. Nach oben ist sie reich verzweigt und trägt an den weißflaumigen Spitzen wechselständige und spärlich behaarte Laubblätter. Die Blätter sind circa 5 cm lang, eiförmig bis lanzettlich und gesägt. Die Zähne laufen in eine starre Spitze aus. Der Blattgrund ist herzförmig und teilweise stängelumfassend.
Auffallend ist eine durchscheinende Punktierung der Laubblätter, die auf die schizogenen Harzgänge im Mesophyll zurückzuführen ist. Das Harz wird von Drüsenschuppen abgesondert, die sich nicht nur auf den Laubblättern befinden, sondern auch an der Oberfläche von Sprossachse und Hüllkelchblättern.
Die gelben, körbchenförmigen Blüten erscheinen im Juli. Sie sitzen endständig an weiß-flaumhaarigen Blütenzweigen und bilden schirmtraubige Gesamtblütenstände. Die einzelnen Blütenköpfchen werden von gelben Zungenblüten im Randbereich und gelben Röhrenblüten im Zentrum gebildet. Besonders charakteristisch sind die zurückgekrümmten, mit frisch milchweißem, später bräunlichem Sekret verklebten Hüllkelchschuppen.
Die Harzbildung wird als Anpassung an die aride Lebensweise gewertet. Darüber hinaus wird sie aber auch als möglicher Abwehrmechanismus gegen Fraßfeinde diskutiert.

## Verbreitung
Ursprünglich heimisch ist Grindelia robusta im westlichen Nordamerika. Zudem findet man die Kalifornischen Grindelien in anderen trocken-warmen Gebieten – besonders im mittelamerikanischen Raum. In Norditalien und anderen Teilen Europas wird Grindelia robusta inzwischen kultiviert.

### Inhaltsstoffe
Inhaltsstoffe von Grindelia herba:
- 5 bis 20 % Harzanteil (Hauptbestandteil: tricyclische Labdan-Diterpenen, wie Grindeliasäure und Acetylene wie Matricarianol und dessen Derivate). Für Grindelia robusta wird der Harzanteil mit 6 % angegeben
- Flavonoide wie Kämpferol (-3-methylether und -3,7-dimethylether) und verschiedene Quercetin-Methylether
- Saponine: Triterpensaponine mit Bayogenin, Oleanolsäure, Grindelia-Sapogenin D
- Phenolcarbonsäuren: Chlorogensäure, p-Hydroxybenzoesäure, p-Cumarsäure
- Tannine (Gerbstoffe): ca. 5 %
- Ätherisches Öl (ca. 0,2 %) v. a. aus Mono- und Sesquiterpenen bestehend, wie Borneol, Bornylacetat, Limonen, α-Pinen

## Verwendung

### Harz
Das Harz findet als „Terpentin“ Verwendung und ist als solches für die „Kriegsschiffbevorratungsindustrie“ interessant. Zudem wird es als nachwachsender Rohstoff als Ersatz für Erdöl diskutiert.

### Gartenpflanze
Als Gartenpflanze gewinnt das Grindeliakraut in Deutschland an Bedeutung. In Gärtnereien kann Grindelia robusta – oft als „wildes“ oder „großes“ Gummikraut bezeichnet – bezogen werden. Die Pflanzen sind frosthart und dadurch auch in Mitteleuropa als Stauden zu halten. Sie bevorzugen sonnige Standorte und gedeihen auf kargen Böden. Die Wuchshöhe liegt zwischen 60 und 120 cm und sie blüht von Juni bis September.

### Heilpflanze
Die Grindelia-Arten gelten als Heilpflanzen. Sie wurden von den amerikanischen Ureinwohnern als Heilmittel mit der Bezeichnung Gummikraut (Gum plant) verwendet. Es diente unter anderen als Antidot gegen die Wirkung des Giftsumach (Rhus toxicodendron). Diese Pflanze löst bei Berührung Vergiftungserscheinungen oder schwere allergische Reaktionen (Kontaktdermatitis) auf der Haut aus. Da insbesondere hellhäutige Europäer davon betroffen sind, wurde die Heilpflanze im Zuge der Besiedlung Amerikas durch Europäer immer bedeutender.
Heiler setzten die Pflanze als Tee oder Tinktur ein bei Bronchitis, Ekzemen, Koliken, Erkältungen, Blasen-, Nieren- und Lungenentzündung und Erkrankungen der Milz. Die Wirkung wurde beschrieben als beruhigend, krampflösend, harntreibend, antiallergisch und auswurffördernd. Bekannt war den Heilern bereits die beruhigende Wirkung auf die Herztätigkeit, sodass vor dem Einsatz bei Herzasthma gewarnt wurde. Darüber hinaus wurde das Gummikraut für pharmazeutische Zigarren verwendet und als Neumeiers Zigarillos gegen Asthma geraucht. Neben Grindelia robusta enthielten die Zigarillos beispielsweise Cannabis-, Brachycladus stuckerti-, Eukalyptus-, Lobelienkraut-, Stechapfel- und Tabakblätter.
Der medizinische Wert der Grindelia-Arten wurde in den Vereinigten Staaten ab Mitte des 19. Jahrhunderts bekannt. Die offizielle Anerkennung von Grindelia erfolgte mit der Aufnahme in das Arzneibuch der Vereinigten Staaten (USP = United States Pharmacopeia) von 1882 bis etwa 1926 und in das U.S. National Formulary (NF) bis 1960. Grindelia robusta und Grindelia squarrosa, galten dabei gemeinsam als Stammpflanzen der offizinellen Herba Grindeliae.
Heute sind es vier Arten, die gemeinsam als Kalifornische Grindelien bezeichnet werden und Stammpflanzen für die pharmazeutische Droge Grindelia herba bzw. Grindeliakraut sind:
- Grindelia camporum
- Grindelia humilis
- Grindelia robusta
- Grindelia squarrosa – Bei den in Mitteleuropa bisher gefundenen und als Grindelia squarrosa bezeichneten Exemplaren handelt es sich jedoch eindeutig um (mindestens) zwei eigentlich für Feldbotaniker unverkennbar unterscheidbare Arten, nämlich Grindelia squarrosa sensu stricto und Grindelia hirsutala[10], wobei letztere Bezeichnung als ein Synonym für die vor allem in der Pharmazie verwendete Bezeichnung „Grindelia robusta“ gilt, die von Feldbotanikern bisher meist  als Grindelia squarrosa var. quasiperennis bestimmt wird.

Zu pharmazeutischen Zwecken wird das blühende Kraut gesammelt und getrocknet. Die Schnittdroge enthält die Blütenköpfchen mit den Hüllkelchblättern sowie Stängel und Blätter. Charakteristisch ist, dass den Blüten- und Kelchblättern oft bräunliche Harzklumpen anhaften.
Innerhalb von In-vitro-Versuchen konnten folgende Wirkungen beschrieben werden:
- antibakteriell
- fungistatisch
- mild antioxidativ
- anti-entzündlich
- krampflösend
- schleimlösend

Da es auf dem europäischen Markt keine Phytopharmaka mit Grindelia herba als Einzelwirkstoff gibt, existieren kaum anerkannte klinische Daten zur Anwendung beim Menschen. Somit keine Studien zur Genotoxizität, Karzinogenität sowie Reproduktions- und Entwicklungstoxizität. Daher wird Grindeliae herba von der HMPC als traditionelles pflanzliches Arzneimittel zur Linderung von Husten bei Erkältung eingestuft. Laut ESCOP-Monographie kann es bei produktivem Husten und zur Behandlung von Katarrhen der oberen Atemwege angewandt werden.

### Anwendung in der Homöopathie
Grindelia robusta NUTT. wird als Stammpflanze für die Herstellung des homöopathischen Wirkstoffes Grindela robusta verwendet. Die Anwendung erfolgt überwiegend in homöopathischen Komplexmitteln, die bei krampfartigem Husten zum Einsatz kommen. In der Aufbereitungsmonografie der Kommission E am BfArM heißt es, dass weder unerwünschte Wirkungen noch Wechselwirkungen mit anderen Mitteln zu befürchten sind. Die Anwendungsgebiete entsprechen dem homöopathischen Arzneimittelbild für asthmatische Erkrankungen mit schwerlöslichem Schleim. Da Grindelia innerhalb der Homöopathie als Milzmittel Verwendung findet, hat sich der deutsche Trivialname Milzkraut etabliert. Die Pflanze ist biologisch nicht mit den Milzkräutern oder dem Wechselblättrigen Milzkraut verwandt.